# Davide Cerati
Davide Giuseppe Cerati (Mariano Comense, 8 marzo 1961) è un fotografo italiano.

## Biografia
Si è diplomato in comunicazione visiva nel 1981. Dopo un periodo di lavoro nel cinema si è occupato di fotografia pubblicitaria, moda, arredamento, food, ritratto.
Nel 2006 Davide Cerati ha vinto il primo premio alla rassegna biennale "L'été des Portraits" di Bourbon-Lancy. Ha curato la parte dedicata ai fotografi italiani dell'edizione del 2010.
Nella sua carriera ha fotografato diversi personaggi del mondo dello spettacolo come Raimondo Vianello, Luciana Littizzetto, Cristina Chiabotto, Belén Rodríguez, Manuela Arcuri, Maria Grazia Cucinotta, Maddalena Corvaglia, Gene Gnocchi, Laura Barriales, Alessandro Petacchi, Magda Gomes e Melita Toniolo.